# Wrath (DC Comics)
Wrath (dall'inglese Ira) è il nome di due super criminali dei fumetti pubblicati dalla DC Comics. Il Wrath originale fece il suo debutto in Batman Special n. 1 (giugno 1984) e fu creato da Mike W. Barr e Michael Golden, che faceva da controparte esatta di Batman dopo la creazione di Killer Moth (nel 1951) e precedentemente alle creazioni dei criminali Prometheus (nel 1998) e Hush (nel 2003), tutti creati per lo stesso scopo. Il secondo Wrath debuttò in Batman Confidential n. 13 (marzo 2008), e fu creato da Tony Bedard e Rags Morales.

## Storia di pubblicazione
La storia di debutto di Wrath avvenne nella storia dal titolo "The Player On The Other Side" (Il giocatore dall'altra parte/dalla parte opposta), pubblicato su Batman Special n. 1 (1984). Il titolo si rifece al saggio "Un'Istruzione Liberale e dove trovarla" del filosofo Thomas Henry Huxley (anche se erroneamente attribuito ad Aldous Huxley da Bruce Wayne). Fu anche un riferimento al romanzo di Ellery Queen dal titolo omonimo, in quando l'autore della storia del fumetto, Mike W. Barr, è un noto ammiratore di Queen.
Una versione ereditaria post-Crisi Infinita di Wrath debuttò nelle pagine di Batman Confidential n. 13 in una storia scritta da Tony Bedard, con Elliot Caldwell, lo "studente" del Wrath originale, in cui prende in mano l'eredità del suo mentore.

## Biografia del personaggio

### Il Wrath originale
Il primo Wrath fu figlio di ladri che Jim Gordon uccise lo stesso giorno in cui morirono i genitori di Batman, portandolo a dedicarsi alla vendetta contro la legge. Wrath attaccò Alfred Pennyworth e rapì Leslie Thompkins prima di rimanere ucciso in battaglia contro Batman.

### Elliot Caldwell
Elliot Caldwell è un orfano che Wrath addestrò perché fosse il suo successore, in un ruolo simile a quello di Robin. Si batté contro Batman prima di venire sconfitto e mandato al Penitenziario di Blackgate.

### The New 52
The New 52 introdusse una nuova incarnazione di Wrath che fondeva le caratteristiche dei primi due predecessori, avendo quindi le origini del primo ma il nome del secondo. Questa versione è l'Amministratore delegato delle Caldwell Tech e un assassino sociopatico servito dai soldati di Scorno. Batman lo sconfisse e lo fece internare nel Penitenziario di Blackgate, dove si alleò con Emperor Blackgate.

## In altri media
- Wrath e Scorno comparvero nell'episodio "La Fine di Batman" della serie animata The Batman, doppiati rispettivamente in originale da Christopher Gorham e Daryl Sabara[7][8]. Queste versioni del duo sono rispettivamente William e Andrew Mallory, i figli dei ladri il cui imprigionamento motivò entrambi a diventare Wrath e Scorno e ad aiutare i criminali sotto la convinzione che avevano il diritto di farsi una vita tanto quanto gli innocenti.

- Wrath e Scorno comparvero come personaggi convocabili in Scribblenauts Unmasked: A DC Comics Adventure[9].